# 신돌석
신돌석(申乭石, 본명(本名)은 신태호(申泰浩), 일명은 신돌석(申乭錫), 1878년 11월 26일 (음력 11월 3일) ~ 1908년 11월 18일)은 구한말의 의병장이다.
초기 의병 운동이 주로 유학자들을 중심으로 일어났기 때문에, 평민 출신이었던 그는 대한제국 최초의 평민 의병장으로 유명하다. 주로 강원도와 경상북도의 태백산, 소백산 주변에서 활약하였다. 경도 출신.
나라를 위해 의병활동에 참여하여 격렬한 무장 투쟁을 전개하였다.         

## 이름
본명은 신태호(申泰浩)이며, 일명 신태을(申泰乙), 신태홍(申泰洪), 신대호(申大浩)라고도 불린다. 자는 순경(舜卿)이다.

## 생애
- 1878년년 경상북도 영덕군 축산면 도곡리 평범한 평민농가에서 출생함1세
- 1888년 둘째동생신태범출생17세
- 1895년 [을미사변]]과 단발령으로 전국 각지의병들이1896년장군은18세의어린나이로이예참여함18세
- 1896년 7월 13일~[[7월 14일|]이틀간 영덕대교 오십천 전투 참전함당시김하락의진은의병들은영해의진으로영덕의진있어다김하락연합부대 합류해 오십천에서 첫승리한뒤적군과페함이후피신함김하락전사함

1902년신돌석장군결혼함24세
- 1904년울진평해월송정에서 시를읽음28세.
- 1905년제 2차 영릉의진거병함. 을사늑약29세 체결 의병 일어남. 신돌석은 당시 29세.
- 1906년 영해읍성 격파
- 1906년 울진장흥관 격침.
- 1907년 영덕읍성 격파. 고종황제 퇴위군대 해산30세
- 1907년 영해읍성 재격파2차공격

1907년경주대산성격파엄지손가락총맞음
- 1907년 영덕관공서 격파.
- 1907년 13도창의군 결성신돌석장군채포작전함.
- 1908년 아들 신만이 사망신돌석토벌작전함신돌석장군채포작전함
- 1908년 30세의 나이로 순국함.(사인:부하와 부하의친형제의 살해)3차신돌석장군채포작전실패함비릇한의병장많이순국함
- 1927년 양자 신병욱 출생.(입양 시기는 불명)
- 1952년 부인 한재여 여사 74세(1878년생)의 나이로 사망.
- 1962년3월1일윤보선대통령건국훈장 대통령상.
- 1962년3월1일 둘째 동생 신태범 74세(1888년생)의 나이로31세나이로순국함

1996년신돌석장군기념관비공식함
2024년올해318독립만세문화제개최함
1998년9월23일신돌석장군기념관성역
1982년mbc신돌석장군을다룬드라마함
- 1999년11월18일 신돌석 장군 [[유적지] 건립.
- [[2000년]12월12일 신돌석 장군 추모제향

매년신돌석장군기리는재현한다

## 의병 활동
을미사변이 전국적으로 의병 운동확산하면서 때 18세의 나이에 영덕에서 처음 의병을 일으켰다. 그는 경상북도 동해안 지방을 차례로 점령하는 큰 전과를 올렸고, 이에 경북 출신으로 경기도 일대에서 활동하던 김하락 부대에 안동의 유시연과 함께 합세하였다. 그러나 김하락의 의병 연합 부대가 영덕에서 일본군에게 대패하여 김하락이 중상을 입고 투신 자살하면서 그의 의병대도 해산되었다.
신돌석은 1905년 을사늑약의 강제 체결 이후 동생 신우경과 함께 재차 의병을 일으켰다. 울진군에서 일본 선박을 여러척 격침시키고 강원도 동해안 일대, 경상북도 내륙 지방, 원주 등 강원 내륙 지방까지 세력을 확대했다. 이때부터 그는 '태백산 호랑이'로 불릴 만큼 신출귀몰한 전공으로 이름을 날렸고 여러 구전 전설들도 만들어졌다.
이강년의 의병대와 순흥(영주시)을 공격하는 연합 작전을 시도하는 등 계속되는 전과를 올리면서 경북 일대의 대표적인 의병장으로 부상하여, 이인영의 연합 의병 13도 창의군이 결성되었을 때도 영남 지방을 담당하는 교남창의대장에 선임되는 등 양반 출신의 유학자 의병대장들도 그를 완전히 무시하지는 못할 정도의 세력을 형성하게 되었다.

### 사망
1908년부터는 유시연의 부대와 연계하면서 주로 유격전 위주로 병 항쟁을 펼치다가, 그해 겨울 영덕의 눌곡(訥谷)에서 암살되었다.(신돌석이 동료의 배신으로 사망했다는 의견도 있다.)

### 피살 과정
그를 살해한 사람에 대해서는 기록에 따라 내용이 조금씩 다르다. 가장 널리 알려진 설은 살해범이 김상렬(金相列) 삼형제라는 것이다.
신돌석의 부하였으며 외사촌 또는 이종사촌들로 가까운 친척이었던 김상렬이 형제인 김상태(金相泰), 김상호(金相浩)와 함께 신돌석에게 걸려 있던 거액의 현상금을 노리고 그에게 독이 든 술을 먹인 뒤 도끼로 살해하였다는 설이다.
신돌석의 시체를 일본군에 바쳐 많은 상금을 타려는 속셈으로 이들은 독주를 만들어 신돌석 앞에 내놓았다. 그는 이 독이 든 술을 들이키고 깊은 잠에 빠져들었다. 김상렬 형제는 도끼로 신돌석을 내리쳤다.
살해범의 이름이 김도윤, 김도룡(또는 김도용) 형제라는 설, 범인은 김자성이고 그가 신돌석의 고종 사촌이었다는 설 도 있다.
한편, 국가보훈처의 포상자 공적조서에 따르면, 신돌석의 고종형제 김자성(金自聖)이 자기집으로 유인하여 삼형제가 도끼로 쳐죽였다고 하며 신돌석의 유해를 들어옮기고 일본 헌병대에 발고하였으나 생포하지 않고 살해 후 발고하였다는 까닭으로 일본 헌병대로부터 퇴짜를 맞고 현상금을 받는 데 실패하였다고 기록되어 있다.

## 사후
- 대한민국 정부는 그의 공훈을 기려 1962년 건국훈장 대통령장을 추서하였다.
- 1995년 경북 영덕에 있는, 그의 생가인 초가집이 복원되었다.[6][7]

## 가족 관계
- 부친 : 신석주(申錫柱)
- 모친 : 분성김씨
  - 누나 : 신씨
  - 매형 : 박수찬
  - 손윗처남 : 한용수
  - 부인 : 한재여(청주한씨, 1878~1952)
    - 아들 : 신만이(?~1908)
    - 양자(조카) : 신병욱(1927~ )

  - 동생 : 신우경(申友慶, 본명 신태범(申泰範), 이명 신도환(申道環), 1888~1962)

## 같이 보기
- 김하락
- 이강년
- 유인석
- 독립유공자로 대통령장을 수여받은 사람

## 참고자료
- 대한민국 국가보훈처, 이 달의 독립 운동가 상세자료 - 신돌석 보관됨 2016-04-09 - 웨이백 머신, 1998년
- 김희곤 (2004). 《신돌석 - 백년 만의 귀향》. 서울: 푸른역사. ISBN 9788987787343.